# Among Those Present
Among Those Present é um curta-metragem de comédia mudo norte-americano de 1921, estrelado por Harold Lloyd e Mildred Davis – dirigido por Fred C. Newmeyer.

## Elenco
- Harold Lloyd - o garoto
- Mildred Davis - a garota
- James T. Kelley - Sr. O'Brien, o pai
- Aggie Herring - Sra. O'Brien, a mãe
- Vera White
- William Gillespie